# Karl Weinmann
Karl Weinmann (Vohenstrauß, 22 de desembre de 1873 - ?) fou un musicògraf alemany. Estudià música en l'Institut de la Catedral de Ratisbona i teologia a Innsbruck i Berlín, seguint al mateix temps els cursos de l'Escola de Música religiosa, ordenant-se de sacerdot el 1899. Després d'haver exercit algun temps aquest magisteri, fou nomenat prefecte de la música de la capella de la Catedral de Ratisbona i més tard mestre de cors del convictori teològic d'Innsbruck. El 1905 es doctorà en filosofia amb una important Memòria sobre Das Hymnarium Parisiense. Des de 1909 fou director de la Biblioteca del bisbat de Ratisbona i al mateix temps director de l'Escola Superior de Música religiosa de la mateixa ciutat. A més, dirigia, la publicació Kirchenmusical Jahrbuch i la col·lecció Kirchenmusik. Va publicar:
- Geschichte der Kirchenmusik (1906; 13.°-15.° miler, 1925) obra traduïda a l'italià, anglès, polonès i francès.
- Karl Proske, der Restaurator der klass. Kirchenmusik (1909),
- Röm. Gradualbuch (Editio Vaticana, 1909),
- Kyriale (1910), 2a ed., 1918),
- Officium defunctorum (1912),
- Vesperbuch (1915),
- Psalmenuch (1915),
- Palestrinas geburtsjahr (1915),
- Johannes Tinctoris (1445-1511) (1917),
- Stille Nacht, heilige Nacht (1918),
- Das Konzil von Trient und die Kirchemusik (1919),
- Karwochenbuch (1924),
- Die feier der hl. Karwoche (1925).